# Inès Houessou Aboh
Pour les articles homonymes, voir Aboh.
Inès Aboh Houessou, est une haute fonctionnaire et femme politique béninoise.

## Biographie

### Carrière professionnelle
Inès Aboh Houessou est cheffe de la Circonscription urbaine de Porto-Novo jusqu’à l’avènement de la décentralisation de 1999 à 2003. Adrien Houngbedji lui succède comme maire de la ville.
Le 5 mai 2004, elle est nommée directrice Adjointe de Cabinet de Bruno Amoussou au Ministère chargé du Plan, de la prospective et du développement.
Puis, elle est nommée préfète des départements de l’Ouémé et du Plateau, à Porto-Novo de 2005 à 2008,,. Joachim Apithy et Marie Akpotrossou lui succèdent à ce poste.
Elle seconde ensuite Emmanuel Tiando à la tête de l’administration présidentielle avant d'être nommée, le 27 août 2014, secrétaire générale de la présidence de la République à sa suite au Palais de la Marina sous le mandat de Boni Yayi,,.
Puis, elle devient directrice de cabinet du ministre de la Décentralisation.
Elle est membre de l'Association pour un christianisme libéral et démocratique (ACDL).